# جيم إيري
جيم إيري (بالإنجليزية: Jim Airey)‏ هو متسابق دراجات نارية أسترالي، ولد في 19 أغسطس 1941 في Earlwood, New South Wales ‏ في أستراليا.